# Ultraligero

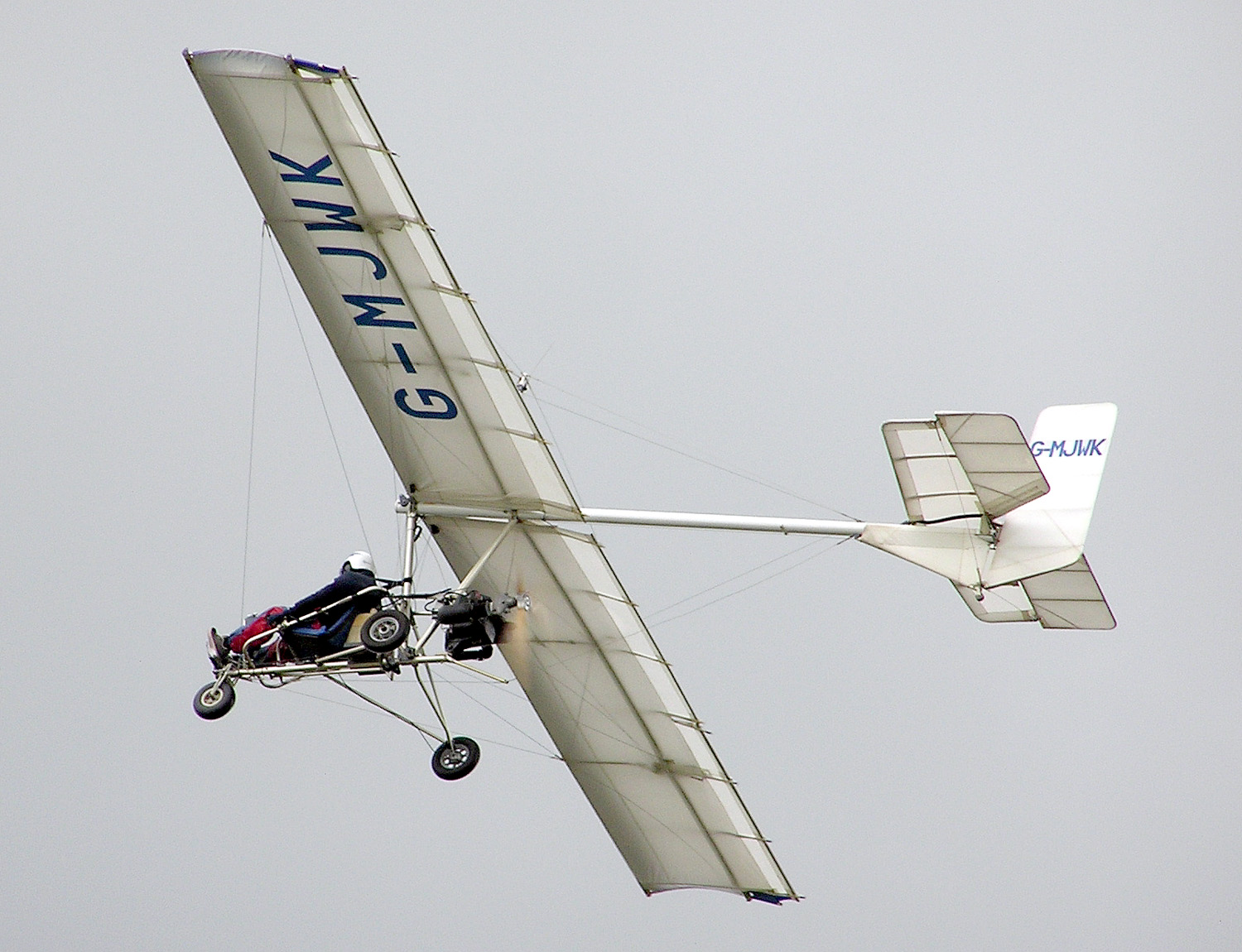
Ultraligero Huntair Pathfinder Mark 1, de 3 ejes.

Un ultraligero o ultraliviano (substantivaciones y abreviaturas de «avión ultraligero» y «avión ultraliviano», respectivamente) es un aerodino de ala fija deportivo concebido para ser de poco peso y de poco consumo. La mayor parte de modelos está constituida por aparatos monoplaza (aunque existen modelos biplaza), monomotor y desprovistos de carenado o de fuselaje (aunque existen modelos enteramente carenados y provistos de fuselaje).

## Tipos actuales
Hoy en día existen varios tipos de aeronaves ultraligeras:

### De 3 ejes
Estos, como su nombre lo indica, se controlan a través de los 3 ejes: Eje longitudinal, eje vertical y eje transversal, es decir, los ejes se controlan a través de los pedales y timón o bastón y estos hacen que se muevan las superficies móviles de control principales, como lo son los alerones, el timón de dirección y el elevador o timón de profundidad, además de que los más completos ya vienen con flaps o aletas hipersustentadoras y compensadores, instrumentos, etc. Son los más parecidos a los aviones convencionales que constan de un fuselaje, alas, empenaje y motor que es la tracción de estos equipos. Dicho sea de paso, para el vuelo de estas aeronaves se requiere una capacitación especializada y cuidadosa, porque, al igual que la aviación convencional, se necesita saber de aerodinámica, meteorología, navegación aérea, tránsito aéreo, reglamentación, etc.

### Pendulares

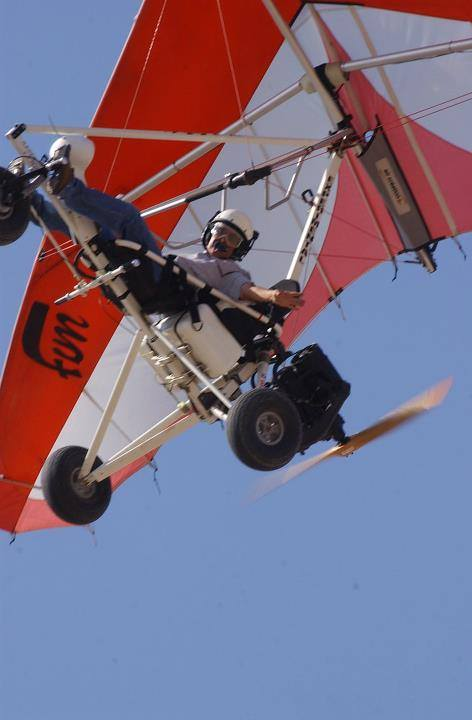
Un pendular es una aeronave motorizada con un ala montada en una armazón pivotante y un fuselaje controlable solo en cabeceo y alabeo mediante la habilidad del piloto para cambiar el centro de gravedad de la aeronave con respecto al ala.

El control de vuelo en el caso de los pendulares, también conocidos como trikes o ala delta motorizada, es por desplazamiento del centro de gravedad (WSC por sus siglas en inglés, de Weight-Shift-Control). Un pendular es una aeronave motorizada con un ala montada en una armazón pivotante y un fuselaje controlable solo en cabeceo y alabeo mediante la habilidad del piloto para cambiar el centro de gravedad de la aeronave con respecto al ala. Deben contar además con instrumentos de vuelo. Igualmente que los ultraligeros de 3 ejes, requieren una capacitación especializada y cuidadosa, debiendo conocerse toda la teoría con respecto al vuelo.

## Situación en el mundo
La situación internacional de esta categoría de aerodinos es la siguiente:
- Más de 35.000 pilotos de ultraligeros y de planeadores en Europa.
- Cantidad aún mayor en los Estados Unidos y Canadá.
- Se han efectuado vuelos alrededor del mundo en ultraligeros y motoplaneadores.

Los aviones ultralivianos han contribuido en:
- Vuelos de búsqueda y localización de personas perdidas en bosques, pantanos y costas.
- Han destacado en vuelos de observación en zonas de desastre y carreteras.
- Se usan para la primera instrucción de pilotos comerciales y militares.
- Transporte de médicos y medicinas a zonas aisladas y en pistas poco accesibles.
- Operaciones considerablemente más baratas.
- Cada año estos aeroplanos participan en campeonatos mundiales.

Algunos países avanzados en el diseño, desarrollo y fabricación de aviones ultraligeros son: Argentina, Australia, Brasil, Perú, Chile, Colombia, Eslovaquia, Hungría, Polonia, República Checa, Rumania. Todos ellos cuentan con una marca al menos y con diferentes modelos y capacidades.
En Estados Unidos y Canadá existen por lo menos 40 fábricas que diseñan, desarrollan, producen y exportan estos aviones, generando nuevos empleos directos e indirectos y divisas. En los demás países, como Alemania, Francia, Inglaterra, Italia, España y Sudáfrica, este número fácilmente se duplica.
En Estados Unidos y Canadá existen escuelas secundarias y preparatorias que tienen en sus planes de estudio el desarrollo y la construcción de aeroplanos experimentales y ultralivianos.

## Definiciones

### Europa

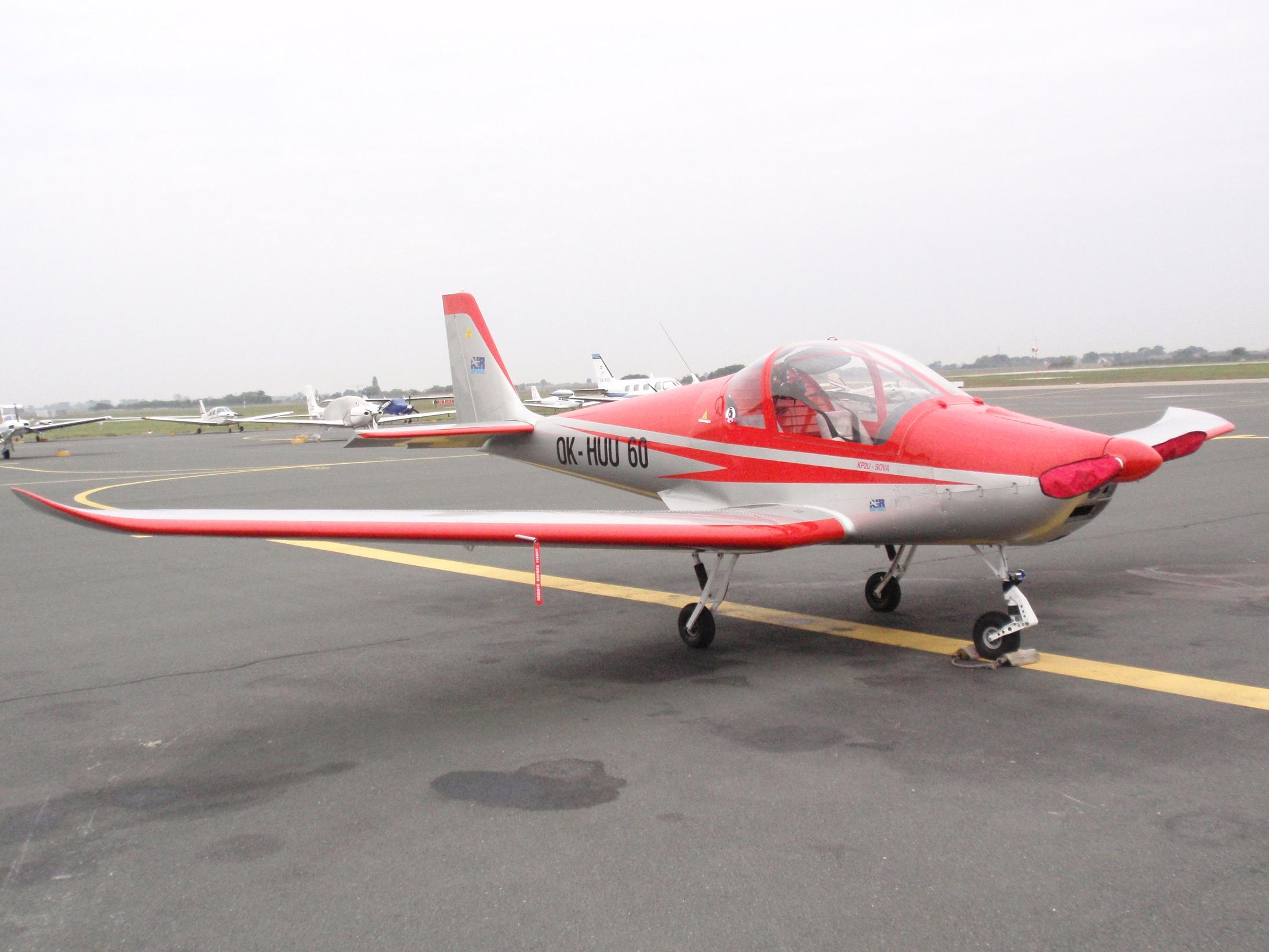
Un Kappa 77 KP 2U-SOVA, ultraligero enteramente carenado.

La definición de «ultraligero» o «ultraliviano», de acuerdo con el documento de las Autoridades Conjuntas de Aviación, es la de un aeroplano que no tiene más de dos asientos, una velocidad de pérdida absoluta con motor, uso de dispositivos hipersustentadores (VS0) de 65 km/h CAS y un peso máximo de despegue de no más de:
- 300 kg para un avión terrestre, de un solo asiento (monoplaza).
- 450 kg para un avión terrestre, de dos asientos (biplaza).
- 330 kg para un avión anfibio (hidroavión) o un avión flotante, de un solo asiento.
- 495 kg para un avión anfibio o un avión flotante, de dos asientos.

Las alas sustentadoras suelen ser similares a las del aladeltismo; otras son planos rígidos muy delgados, realizados casi siempre con materiales compuestos (composites) de alta resistencia (fibra de carbono, fibra de vidrio, etc.).
Nota: Los aviones lanzados por el pie están excluidos de esta definición.

## Seguridad

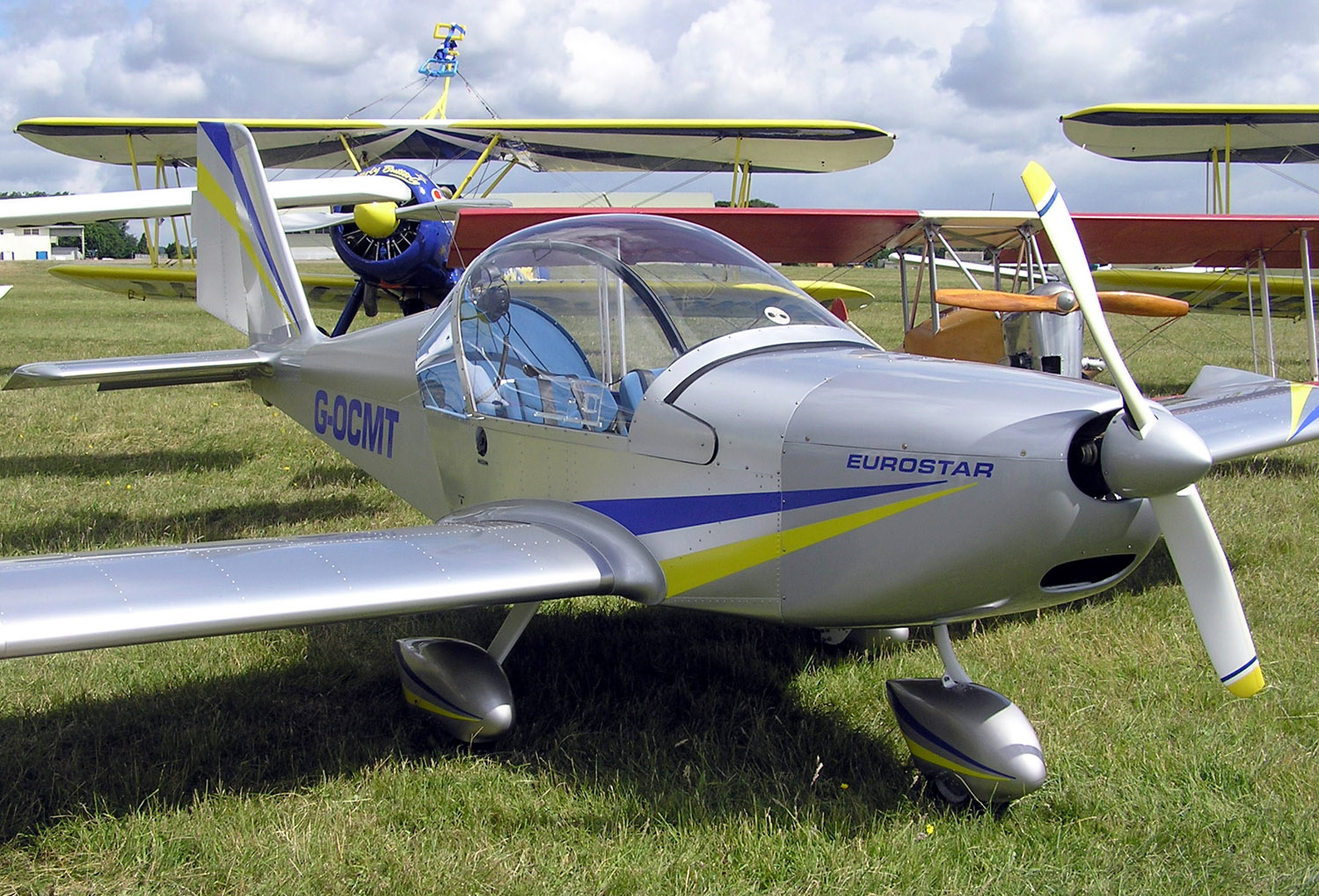
Cosmik EV-97 Eurostar microlight.

Debido a que los ultraligeros en principio no se consideraban medio de transporte (definición bajo la cual caen las categorías de la aviación general), la misma no era sujeta a las modernas regulaciones de la aviación. Debido a ello, como es el caso otros hobbies relacionados con los deportes motorizados, no requerían de una licencia y sus operadores no eran considerados aviadores o pilotos (al menos a efectos administrativos).
En consecuencia, los ultraligeros solían tener unas marcas de seguridad pobres, principalmente debido al insuficiente entrenamiento de sus operadores en comparación con pilotos de la aviación ligera que, a bajas altitudes, compartían el mismo espacio aéreo.
En algunos países, como Estados Unidos, estos aparatos, oficialmente, siguen en la actualidad sin ser considerados aeronaves sino «vehículos motorizados», por lo que no requieren de una licencia de piloto. Existe sin embargo una modalidad de ultraligero que por sus características y el uso que se le da, sí requiere de una formación adecuada y la correspondiente licencia, la Light Sport Aircraft.
En la mayoría de países, sin embargo, actualmente sí se exigen a los pilotos de cualquier ultraligero la pertinente licencia o certificado de aviador, frecuentemente regulado por una o más organizaciones de pilotos en las que se delega. Con el tiempo se han incorporado cada vez más tipos y modelos de aparatos a esta categoría, pudiendo incluir actualmente (según cada normativa) desde paramotores y autogiros abiertos a avionetas de cabina cerrada. 
La calidad de construcción y buenas condiciones para el vuelo de los aviones ultralivianos (y de los aviones deportivos ligeros construidos en casa en Estados Unidos) son iguales, en la actualidad, a los aviones livianos certificados, y algunos tipos satisfacen ambos tipos de requerimientos y están disponibles para registro tanto como ultraligeros como certificados.
Cuando se registran como ultraligero (o Experimental-LSA en Estados Unidos), se permite al piloto realizar más que simples tareas de mantenimiento, resultando en costes de operación inferiores, aunque algunas veces con el coste de restricciones tales como evitar el volar áreas pobladas, nubes o de noche. Muchos antiguos pilotos están dispuestos a comerciar con estas restricciones operacionales para un desahogo durante su jubilación, y como resultado numerosos ultralivianos están dirigidos ahora por pilotos de aviación general experimentados o por pilotos excomerciales. Este efecto ha significado que el nivel de experiencia del piloto medio de ultraligeros se ha elevado y que actualmente probablemente se iguala, e incluso excede, al de un piloto de AG medio.